# جيمي أرمسترونغ (لاعب كرة قدم بريطاني)
جيمي أرمسترونغ (بالإنجليزية: Jimmy Armstrong)‏ هو لاعب كرة قدم بريطاني (وحمل سابقاً جنسية المملكة المتحدة لبريطانيا العظمى وأيرلندا) في مركز الدفاع، ولد في 12 يونيو 1899 في المملكة المتحدة، وتوفي في 1971. لعب مع نادي بارنسلي ونادي بورنموث ونادي ستاليبريدج سيلتيك وأكرينجتون ستانلي ‏.